# 佐竹敬久
佐竹敬久（1947年11月15日—），是日本政治人物。曾任秋田縣知事、秋田市市長。
他是佐竹氏北家的第21代家主。

## 外部鏈接
- 秋田県知事 佐竹のりひさ 公式Webサイト （页面存档备份，存于）